# Affaire de l'Académie
 (août 2024).

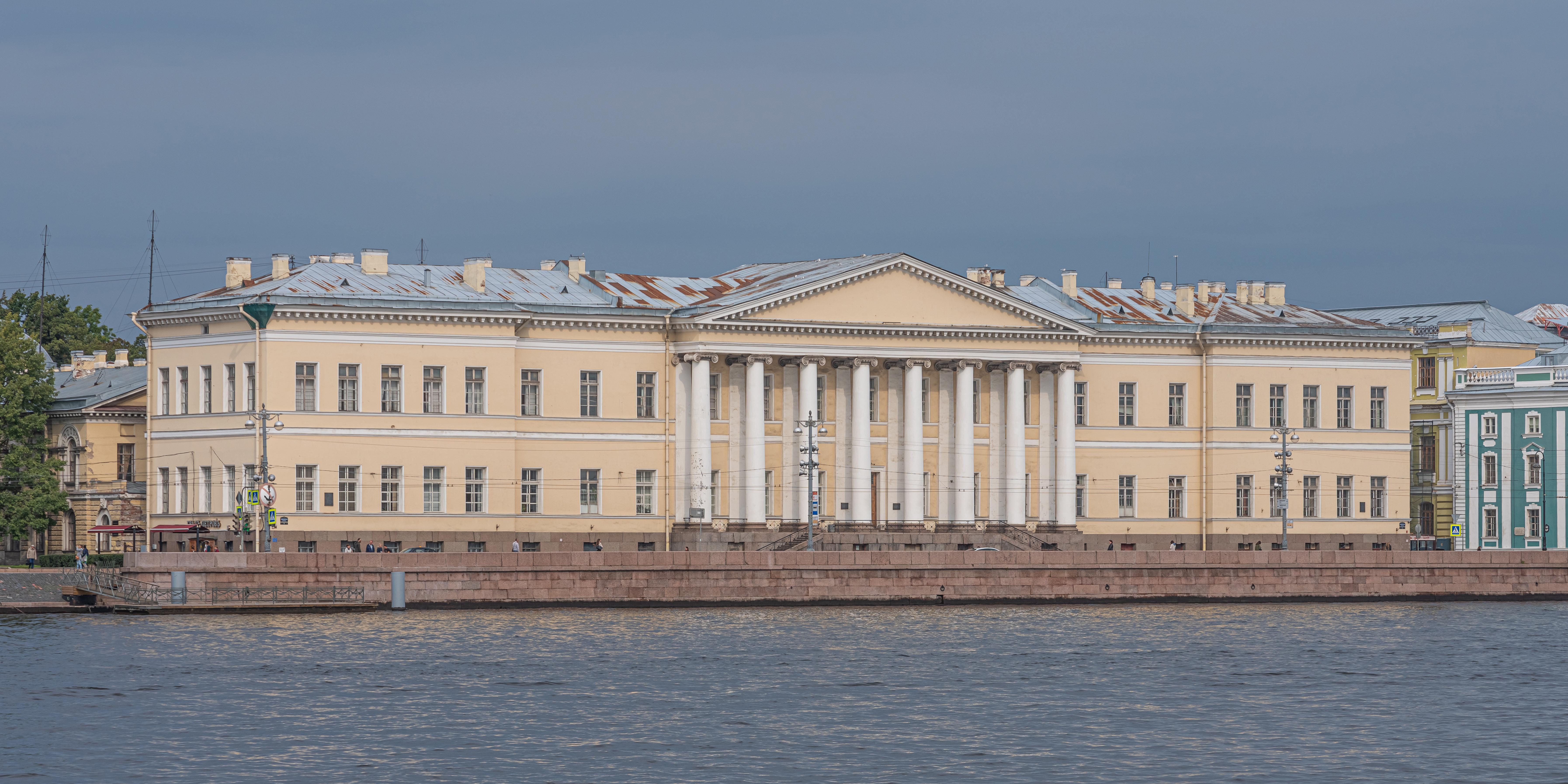
Façade de l'ancienne Académie des sciences d'URSS (aujourd'hui filiale de Saint-Pétersbourg de l'Académie des sciences de Russie)

L'affaire de l'Académie (Академическое дело), ou affaire Platonov-Tarlé, est une affaire montée de toutes pièces par la Guépéou en 1929-1931, contre des membres de l'Académie des sciences de l'URSS située alors à Léningrad qui aboutit à l'arrestation de centaines de savants et à l'exécution d'un certain nombre, ainsi qu'au déménagement du siège de l'Académie à Moscou en 1934, l'Académie de Léningrad ne devenant plus que la filiale de cette dernière.

## Développement
L'affaire se développe en deux étapes. La première intervient lorsqu'un vote de janvier 1929 pour choisir de nouveaux membres (42) écarte trois candidats communistes dont les capacités sont jugées insuffisantes. Aussitôt la presse se saisit de cette affaire et dénonce un climat contre-révolutionnaire à l'Académie. Finalement les trois communistes (Abraham Moïsseïvitch Deborine, Nikolaï Mikhaïlovitch Loukine et Vladimir Fritsche) sont intégrés. La campagne cesse.
Le deuxième orage éclate en août 1929, lorsqu'une commission gouvernementale décide de « nettoyer » l'Académie de ses éléments anti-socialistes. La commission est dirigée par Jakob Isaakovitch Fignater et procède en quatre mois au renvoi de 128 (sur 960) collaborateurs de l'Académie et de 520 (sur 830) haut-collaborateurs. La lame de fond porte d'abord sur deux établissements dirigés par Sergueï Platonov (1860-1933) : la Bibliothèque de l'Académie et la Maison Pouchkine (Institut de Littérature). À la fin de l'année 1929, la plupart des archivistes et des historiens sont arrêtés, tandis que commence à se préparer à Moscou le procès dit des « saboteurs de l'industrie ». La section de Léningrad de la Guépéou monte des dossiers contre les savants qu'elle accuse de former une « organisation contre-révolutionnaire monarchiste » (crime passible de la mort).
L'académicien Sergueï Platonov est arrêté en janvier 1930 ainsi que tous ses proches collaborateurs et Evgueni Tarlé (1874-1955). Plus d'une centaine de personnes sont ainsi arrêtées entre 1929 et 1930 (la plupart issue des filières des lettres ou de l'histoire). D'anciens collaborateurs de l'Académie sont également arrêtés, comme Gueorgui Gabaïev, Alexeï Arnoldi ou Nikolaï Antsiferov (1889-1958), etc. Ne reste 
Ensuite la Guépéou s'attaque aux filiales provinciales de l'Académie (coordonnées par le Bureau central des études de district, dirigé depuis 1927 par Piotr Smidovitch, communiste hors de soupçon). Les arrestations ont lieu dans tout le pays entre février et mars 1930. En tout ce sont 115 personnes qui sont envoyées en prison à la Chpalerka de Léningrad ou bien en camp de travail.
À Léningrad, il n'y a pas de procès ouvert. La Guépéou décide le 8 août 1931 d'incriminer selon divers articles du code vingt-neuf savants dont: Sergueï Platonov, Evgueni Tarlé, Nikolaï Likhatchov (envoyé en prison à Astrakhan), Matveï Lioubavski (qui meurt en relégation en 1936), le conservateur-en-chef de la Maison Pouchkine Nikolaï Izmaïlov, l'orientaliste Gustav Hermann Christian Meerwarth (qui meurt au Goulag en 1932), Sergueï Rojdestvenski (qui meurt en prison en 1934), le philologue Alexandre Petrov (qui est fusillé en 1938), Iouri Gauthier, l'historien Sergueï Bakhrouchine, Dimitri Egorov (qui meurt en prison en 1931), le byzantinologue Vladimir Benechevitch (fusillé en 1938), etc.
En février-août 1931, la Guépéou examine le cas d'anciens officiers ayant combattu pendant la Première Guerre mondiale dans les rangs de l'Armée impériale russe et travaillant dans divers instituts de l'Académie, comme Alexeï Kovanko ou Iouri Verjbitski. Ils sont tous fusillés. Elle examine aussi le cas de savants du Musée Russe, des Archives centrales et d'autres organismes. C'est ainsi que sont emprisonnés Alexeï Poutilov, Sergueï Siegrist, Nina Platonova, Fiodor Skribanovitch, Boris Engelhardt, Andreï Dostoïevski, le zoologue Alexeï Białynicki-Birula, l'historien Mikhaïl Priselkov, Sergueï Tkhorjevski, Alexandre Zaozerski, etc. Des illustres savants qui constituaient l'Académie des sciences ne survit au terme de ces épurations et éliminations physiques qu'une clique d' arrivistes tout dévoués à Staline. 
Puis la Guépéou met en doute des savants ayant participé à des expéditions scientifiques dans le pays, sous l'accusation de regroupements. Parmi les condamnés de ce groupe figurent Nikolaï Raïevski et l'explorateur polaire Pavel Wittenburg. Elle arrête également des savants sous la dénomination de « groupe des ecclésiastiques », les prêtres Alexandre Mitrotski et Mikhaïl Mitrotski, l'ancien directeur du séminaire de Pétrograd, Alexandre Brilliantov, Mikhaïl Giers, conservateur au Musée Asiatique, etc.
Un autre groupe dénommé « groupe des Allemands » est également incarcéré, comprenant entre autres le professeur Emmanuel Furmann et le pasteur Arnold Frischfeld. Enfin la Guépéou « nettoie » le milieu des éditions avec l'arrestation de plusieurs personnes comme Ferapont Vitiazev-Sedenko, Evguenia Baranova-Halberson et Sergueï Baranov-Halberson.
L'Académie des sciences de Russie a organisé en 2006 une exposition pour réhabiliter la mémoire de ses savants, victimes de la répression stalinienne.